# Марія Бугакова
Марія Бугакова (6 липня 1985) — узбецька плавчиня.
Учасниця Олімпійських Ігор 2000, 2004, 2008 років.